# Blakea princeps
Blakea princeps là một loài thực vật có hoa trong họ Mua. Loài này được (Linden & Mast.) Cogn. mô tả khoa học đầu tiên năm 1891.